# 八月十八日の政変
八月十八日の政変（はちがつじゅうはちにちのせいへん）とは、江戸時代末期の1863年9月30日（文久3年8月18日）に発生した政変。
孝明天皇・中川宮朝彦親王・会津藩・薩摩藩など幕府への攘夷委任（交渉による通商条約の破棄、鎖港）を支持する勢力が、攘夷親征（過激派主導の攘夷戦争）を企てる三条実美ら急進的な尊攘派公家と背後の長州藩を朝廷から排除したクーデター。堺町御門の変（さかいまちごもんのへん）、文久の政変（ぶんきゅうのせいへん）などとも呼ばれる。

## 朝議の要旨
政変当日、公武合体派の公家諸侯（中川宮・松平容保ほか）らが子の刻（夜12時）に参内し、一変した朝議の大要は以下の通り。
- 孝明天皇による夷狄親征行幸の延期
- 尊攘派公家の参内および面会の停止
- 国事参政および国事寄人の両職ならびに親兵の廃止
- 堺町御門の守衛を長州藩から諸藩（薩摩藩・会津藩・淀藩）に替え、長州藩士の九門出入りを禁止
- 毛利慶親父子の入京禁止

## 背景
安政5年（1858年）、江戸幕府は大老井伊直弼の下で安政五カ国条約の無勅許調印に踏み切り、西洋諸国との通商を開始した。長く幕政運営から排除されていた親藩・外様雄藩は、日本を取り巻く国際環境の激変期にあって、病弱な13代将軍徳川家定の継嗣に自派の候補（一橋慶喜）を推して体制改革を実行し、国政への参画を果たそうとしていた。
だが井伊をはじめとする譜代大名・幕臣が支持する新将軍（徳川家茂）が決まると、処分を受けることとなった一橋派は井伊政権の条約調印が勅許を得ていない点を突いて批判した。無勅許調印に激しい反感を抱いた朝廷がこれに結びつこうとする動きが現れたことから、井伊はそれら関係者に対して強権的に処分を行った（安政の大獄）。そして安政7年（1860年）3月に、井伊がその反動で殺害され（桜田門外の変）、幕府の威信も低下していく。
こうして通商の断絶、鎖国への復帰を求め、あるいは外国を排撃しようとする攘夷がその後の文久期政局の重大テーマとなっていく。文久2年（1862年）、幕府は攘夷を希求する孝明天皇・朝廷との関係修復を求め、皇妹和宮を将軍家茂の正室に迎えることと引き換えに、将来の攘夷実行を約束した。裏を返せば、無勅許調印のままながらも当面の開国・通商関係の持続に天皇の了解を取り付けたのだが、天皇の願望は即時の攘夷（即今攘夷）だったことが伝わってから、これを求める声が盛んとなり、幕府の姿勢は因循姑息と非難された。
この間、一橋派の諸大名（前当主）らが復権を果たして幕政に参与するようになった。尊王攘夷論者として知られ中心的な存在だった水戸藩の徳川斉昭はすでに亡かったが、越前（福井）藩の松平春嶽や薩摩（鹿児島）藩の島津斉彬（その弟で実質的継承者の島津久光）、土佐（高知）藩の山内容堂らは開国派ながらもかつて井伊政権への対抗上無勅許条約調印を攻撃して輿望を担った経緯もあり、攘夷論の盛り上がりには苦慮した。
幕府は即今攘夷を奉承せざるを得なくなったが、将軍や幕府首脳は次の手として文久3年（1863年）に入ると上洛して工作を行い、ともかく攘夷を実現する具体的方策と指揮については天皇から一任を取り付けた。そして攘夷実行の期限として布告した5月10日、幕府は条約締結国に対して横浜の鎖港を通告した。つまり幕府は穏便な方法による攘夷、相手国との交渉による条約撤回・鎖国復帰の方針を取ったのであり、外国艦船への攻撃は禁止された（ただし外国からの攻撃に対して反撃することは認めた）。
しかし、長州（萩）藩はこのとき外国艦船を砲撃して武力による攘夷を実行していた。長州は幕府の方針と鋭く対立することとなり、やがて外国の報復攻撃を受け、他藩の味方も得られなかったことから孤立感を深める。こうして長州は、朝議の主導権を握る急進派公家衆と連携しながら、天皇の委任に基づく幕府の攘夷実行指揮を解消し、天皇自らが指揮する武力による攘夷（攘夷親征）へ転換する道に突き進んでいく。
攘夷を希求しつつも過激な攘夷戦争を恐れ、あくまでも幕府を信任して幕府による攘夷実現を求める孝明天皇は、長州や急進派公家のこうした動きに耐えきれず、これを排除するために島津久光の出馬をひたすら待ち望んでいた。

## 文久政局の動向

### 長州と薩摩の公武周旋
桜田門外の変の後、幕府は公武関係の修復を図り、文久2年（1862年）2月に孝明天皇の妹和宮親子内親王を将軍徳川家茂の正室に迎えた。そして幕府は降嫁と引き換えに攘夷（ここでは日米修好通商条約などを破棄して和親条約に引き戻すこと）を朝廷に約束した。攘夷の実行まで7〜8年から10年の猶予を設ける約束だったが、本音は天皇が攘夷の不可能を認識して開国に転ずるのを期待した時間稼ぎであった。こうした対外方針についての動向をめぐって長州藩と薩摩藩が政局を主導しようと争い、翌年の政変につながっていく。
この時期、長州は長井雅楽の開国論（航海遠略策）をもって朝幕間の周旋に乗り出し、幕府も歓迎していた。だが、文久2年3月に京都に上った長井の入説は不調に終わる。同じ頃、薩摩藩主島津忠義（茂久）の実父で後見人の島津久光が藩兵1千を率いて進発し、これを機に攘夷・討幕・王政復古を目指す過激な浪人らが京都に集まり、尊王攘夷の気運が盛り上がったためである。先代の薩摩藩主島津斉彬（久光の兄）はかつて一橋派の有志大名らとともに幕府の体制改革、雄藩の国政参加を実現して開国路線を進めようとしたが、安政の大獄前に死去した。久光はその遺志を継ぎ、朝廷から幕政改革を命じる勅諚を引き出し幕府に実行を迫るつもりだった。しかし、尊攘家として知られる筑前藩士平野国臣（次郎）がかねてより薩摩と交流を持ち挙兵討幕を献策していたことから、久光の率兵は討幕のためとの噂が広まっていたのである。長州藩においても久坂玄瑞ら尊攘派が台頭して長井の開国論を攻撃し、やがて藩論を攘夷に転換させるに至る。尊攘派は薩摩と連携して蜂起する計画であったが、久光は自藩の急進派を寺田屋騒動で粛清してその企てを潰した。

### 文久の改革

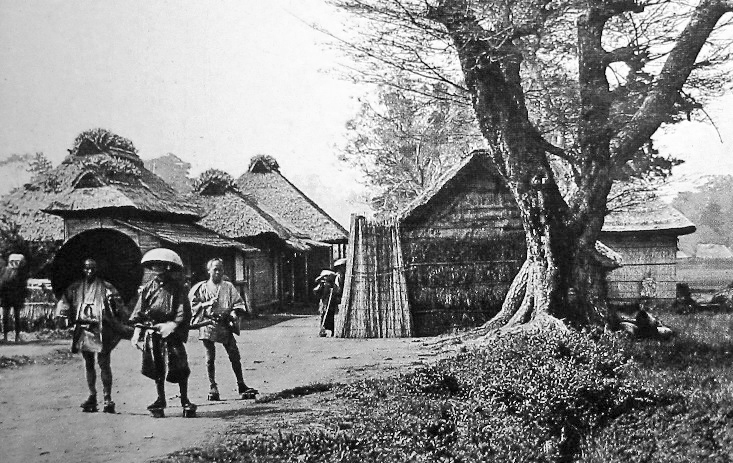
生麦事件当時の生麦村

文久2年4月、幕府は安政の大獄で処分を受けていた一橋慶喜や松平春嶽（慶永、前越前藩主）、山内容堂（豊信、前土佐藩主）ら旧一橋派の諸侯を、朝廷から要求される前に赦免した。彼らは開国派だったから、むしろ朝廷を開国論に転じさせるのに一肌脱いでもらおうというわけで、幕府は春嶽に朝廷への入説を依頼する。春嶽が条件として将軍家茂の上洛を要求し、幕府は受け入れて6月に将軍上洛を予告した。
薩摩側では久光側近の大久保利通（一蔵）らが岩倉具視など要路への運動に奔走し、5月に岩倉の「三事策」が朝廷に採用された。久光一行は勅使大原重徳の護衛として6月に江戸に下り、一橋慶喜を将軍後見職、松平春嶽を大老とすることを幕府に迫った。交渉の結果、7月に慶喜の将軍後見職、春嶽の政事総裁職が決定し、8月には山内容堂も幕政への参与を認められた。こうして改革はスタートを切り、久光は8月21日に京都へ向かったが、途中東海道の神奈川宿近くで起こした生麦事件が後に困難な事態を招く。
政事総裁職となった春嶽は、政治顧問として招聘した横井小楠の献策「国是七条」の実施を求めた。幕府はこれを容れ、参勤交代の緩和、江戸の大名妻子（人質）の帰国許可、幕府・幕閣への進献や礼装の軽減などを進めた。

### 盛り返す京都の攘夷論
長州は航海遠略策の入説に失敗し、久光の率兵上洛で盛り上がった尊攘運動に呼応するように攘夷方針に転換したところ、その薩摩が急進派を鎮圧して勅命を得たため、公武周旋の主導権を奪われる形となった。その焦慮と対抗意識から尊攘運動への没入を深め急進化していくことになる。勅命は長州に薩摩への協力を求めていたが、それに不満な藩主毛利敬親（慶親）は勅使が到着する前日に江戸を離れ、7月に入京すると朝廷の許しを求め、公武周旋の内容を「将軍上洛と開国論」から「将軍上洛と攘夷論」に転換した。長州は10年の猶予を待たない即時の破約攘夷を主張し、その工作で朝廷内の急進派も勢いを増した。
また、土佐勤王党を率いる武市瑞山（半平太）が藩主山内豊範に続いて8月に入京した。開国派の前藩主山内容堂は幕政に参与することになったが、にもかかわらず武市は長州の久坂玄瑞とも連絡を取り、周旋の勅命を得て幕府に即今攘夷を突きつけ追い込もうとしていた。浪士が全国から次々に京都へ流れ込んで天誅が頻発し、京都所司代は勢いを盛り返した尊攘派に対処できなくなった。テロの脅威は公家の身辺にも及び、これを背景に朝廷でも攘夷論が急進化していったが、政事総裁職松平春嶽は対策として同じ徳川一門大名の会津藩主松平容保に新設の京都守護職への就任を要請し、容保は再三の懇請に負けて閏8月1日に就任した。容保が京都に入り、黒谷の金戒光明寺に本陣を置くのは12月に入ってからである。
閏8月7日に京都に戻った島津久光は、これまでの周旋などの功により特例的に参内を許された。しかし、この時の京都は先の上洛時から雰囲気一転して急進的攘夷論が圧倒する勢いで、久光は即今攘夷不可を朝廷に工作するも成果はなく、10日余りで帰国した。薩摩派の公家岩倉具視も三条実美・姉小路公知ら急進派公家13名から弾劾を受けて辞官落飾し、引退を余儀なくされた。薩摩は長州など急進派の猛烈な巻き返しによって事実上追い落とされた。
10月4日に長州藩主毛利敬親が、10月5日に土佐藩主山内豊範が参内を許されたが、これは久光の場合と異なり正式な参内だった。薩長土に続いて10月20日には因州（鳥取）藩主池田慶徳（一橋慶喜の実兄）が参内を果たし、以降後れを取るまいと上洛・参内する大名は増加の一途をたどり、京都の政治的求心力はますます大きくなった。

### 攘夷奉承
文久2年9月21日、土佐と長州に薩摩の尊攘派も加わった運動が奏功し、幕府に即今攘夷を迫る新たな勅使を江戸に遣わすことが決まった（攘夷別勅使）。土佐山内家の縁者で清華家の三条実美を正使、姉小路公知を副使とし、藩主山内豊範が随行することとなった。
その約半月前の9月7日、幕府は先の勅使下向で沙汰止みとなっていた将軍上洛を翌年2月に行うと布告した。その後環境を整えておく必要から将軍後見職の一橋慶喜がまず上洛して朝廷に入説することも決まり、では次にどういう国是（対外方針）で臨むかの議論となった。松平春嶽は必戦の覚悟で条約を破棄すべきことを主張した。勅許も得ず押し付けられて結んだ条約はいったん破棄した上、全国の諸大名を集めた会議を経て天下一致しあらためて開国に進むべきであるという、一種の折衷案である。幕閣は到底不可能だと反対し議論は紛糾したが、その真意は天下の賛同を得た上での開国であるという横井小楠の説明により、やっと破約攘夷でまとまりかけた。ところがここに来て入説の任を担う慶喜が、政府間で正式に結ばれた条約を国内の不正（無勅許）を理由に破棄してはならない、また破棄してから大名会議の賛同を得られなければどうするのか、それよりも自分が理を尽くして天皇を説得する、幕府のことはもはや無いものと思って顧みず、ただ日本全体のためを考えてのことである、と主張した。横井はこれこそ「卓見と英断」「第一等」の案であるとして姑息な「第二等」の案を撤回することとし、10月1日に幕議は開国入説で決着した。だが同じ日、朝廷は勅使下向を理由に慶喜の上洛見合わせを申し渡してきた。
春嶽は、慶喜が幕府を顧みぬ覚悟を示したことから賛成に転じたが、その後の慶喜の言動からその覚悟が疑わしくなり、攘夷論に戻ると再び引きこもってしまった。そこで幕政参与の山内容堂が調停に乗り出したが、復権して日も浅いため攘夷の勅命を奉じている自藩を抑えることもできず、奉勅攘夷の方向で幕閣を説得するしかなかった。すでに和宮降嫁のときに将来の攘夷は約束している。いまさら開国論を主張すれば、この勅使は議論に及ばず帰京し、関西は大混乱、攘夷運動は攘将軍（討幕）に発展するとの容堂の説に、幕閣も慶喜も折れた。折れたが、やはり攘夷の入説は不本意だからと慶喜は後見職辞任を申し出、驚いた老中や春嶽・容堂の説得でようやく撤回した。
この頃フランスが大坂湾に艦隊を派遣しその武力を背景に朝廷に条約勅許を迫るとの観測があり、幕府内では老中板倉勝静および老中格小笠原長行の提案で、これへの備えを名目に京都に大軍を送り込んで過激な尊攘派を一掃する構想も検討されていた。慶喜もこれに同調し、11月28日に春嶽を訪ねて「京師守護」「海岸防禦」の名目で兵2万を率いて上坂することにつき意見を求めたが、このときは春嶽の賛意を得られなかった。
攘夷別勅使は10月27日に江戸に到着した。将軍家茂の病気のために対面は引き延ばされたが、12月5日に将軍は攘夷奉承を回答し、具体策については翌年の上洛時に協議することとなった。この対面は従来の慣例を破って勅使を上座に置いて行われた。

### 急進派の朝議掌握
京都守護職の松平容保が会津藩兵を率いて上洛、着任したのは文久2年12月24日である。一橋慶喜は翌文久3年1月5日に入京し、東本願寺を宿舎とした。山内容堂は1月25日、松平春嶽は2月4日に入京した。10年後の攘夷実行から即今攘夷への転換を強いられた幕府にとっては、彼らの朝廷工作で将軍上洛までに状況を好転させておくことが必要だった。
薩摩からはすでに島津久光に代わって大久保利通が12月20日に入京しており、関白近衛忠煕、青蓮院宮（政変後に還俗して中川宮朝彦親王）、議奏の中山忠能・正親町三条実愛と接触し将軍上洛見合わせの勅命降下を工作していた。この話は進展せず、大久保は容堂・春嶽を通じて幕閣の調整を行い、上洛見合わせの結論を得てから再び京都の工作に入ることとし、1月3日に江戸に下った。しかし、幕府はすでに将軍上洛を布告しており見合わせは難しいという。そこで将軍上洛を1か月延期し、その間に容堂・春嶽が国是を定める朝議を働きかけることになったのである。
だが、朝廷では朝議のあり方が大きく変わっていた。従来の朝議は関白・左大臣・右大臣・内大臣・議奏・武家伝奏・権大納言および青蓮院宮までの参加が一般的だったが、12月9日に新設された国事御用掛には彼らを含む29人が任命され、朝議に参与できる廷臣の範囲が拡大した。そしてこの国事御用掛では三条実美・姉小路公知ら急進派公家の発言力が強く、青蓮院宮や近衛関白、左大臣一条忠香などは早速辞意を漏らす有様だった。
さらに1月22日、儒学者池内大学が暗殺され、切り取られた耳が同26日に中山・正親町三条両議奏の屋敷に投げ込まれるといった状況で、近衛忠煕が23日に関白を辞任して親長州の鷹司輔熙に替わり、中山・正親町三条も27日に辞任に追い込まれた。
1月28日には千種家の雑掌賀川肇が暗殺された。賀川は以前岩倉具視と京都所司代を連絡していた人物で、その左腕は洛北に隠棲する岩倉のもとに届けられ、首は慶喜の宿舎の門前に脅迫状を添えて晒された。攘夷方針での交渉を押し付けられている慶喜は、攘夷実行の期日決定を迫る公家や尊攘志士に対し、将軍が到着してからと逃げ続けていたが、2月11日に長州の久坂玄瑞・寺島忠三郎、肥後の轟武兵衛が鷹司邸を訪れて建白を行い、続いて姉小路ら13人の公家が鷹司関白に迫り、その結果朝廷は三条ら8人を遣わし慶喜に期日の即決を要求した。勅諚とあっては拒み切れず、慶喜は将軍の江戸帰還後20日と回答した。
2月13日、国事御用掛を精選すべしという久坂らの建白に基づき、国事参政4人、国事寄人10人が朝廷に設けられ、急進派公家が独占した。20日には草莽の者でも学習院に出仕させ建言を聴くこととなり、尊攘派の影響力が一段と強まることになった。過激な尊攘派が多数をもって決する朝議は、もはや天皇といえどもその一存で覆すのは困難であった。

### 攘夷委任と攘夷期日

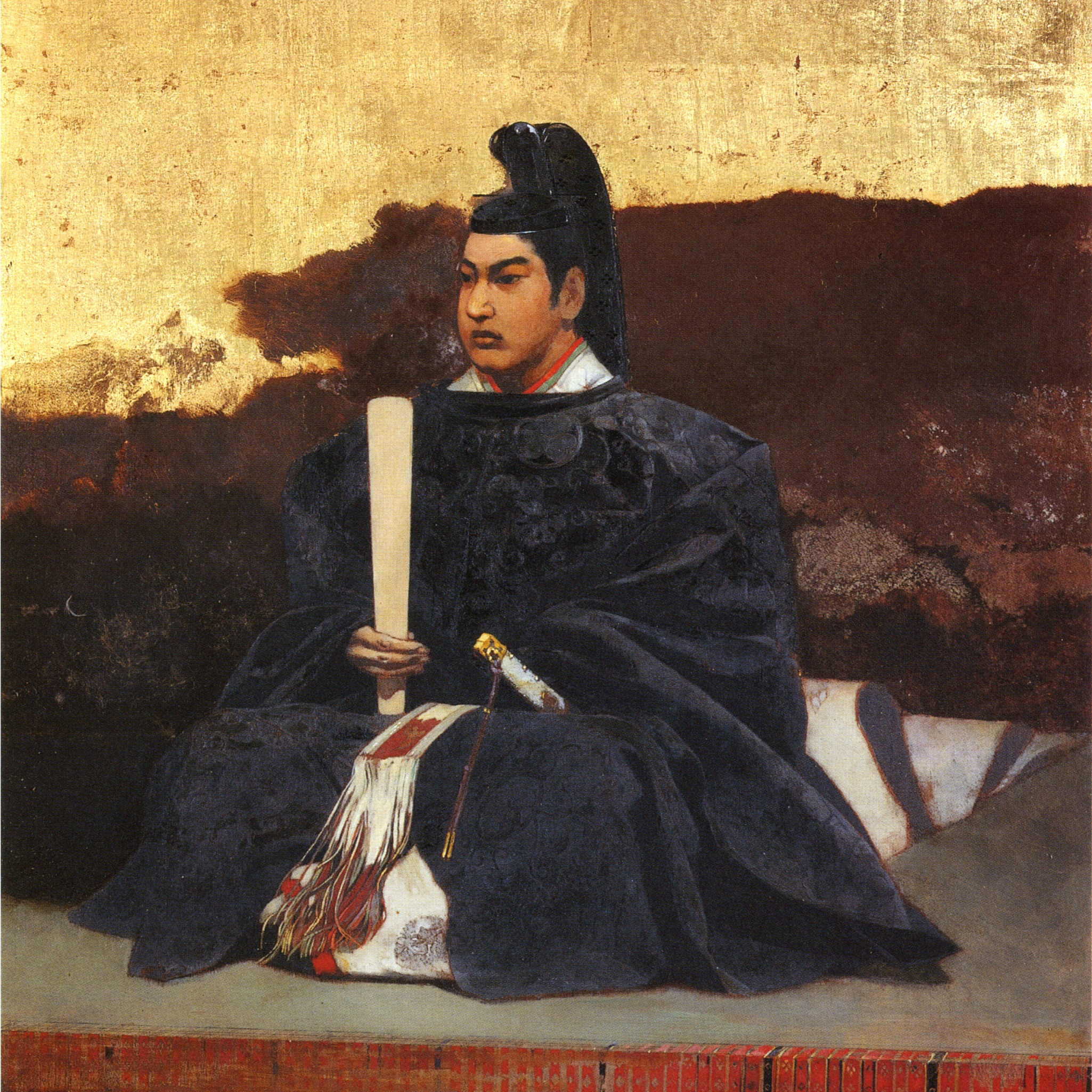
「昭徳院（徳川家茂）肖像」川村清雄画（徳川記念財団蔵）

将軍徳川家茂は3千の兵を率いて文久3年3月4日に着京した。3代徳川家光以来229年ぶりの将軍上洛である。
翌日、将軍後見職一橋慶喜が参内し、「これまでも将軍へ一切御委任されていたことではあるが、（確認的に）今一度御委任くだされば天下に号令して攘夷を行いたい」と勅諚を求めた。慶喜は徹夜で粘り、孝明天皇は「従来どおり庶政は幕府に委任するつもりである。攘夷の実行に励むように」と答えたが、慶喜はさらに関白に求めて文書化したものを得た。
ところが、将軍が7日に参内しあらためて受け取った勅書は、征夷大将軍のことは従来どおり委任するが、国事については直接諸藩に命じる場合もあると書かれていた。これでは「征夷将軍儀」はその文字どおりの職掌である征夷（攘夷）に限られ、他の国政の最終決定権は朝廷にあるようにも解され、幕府への庶政委任は骨抜きにされた格好であった。だが、とにかく何をもって攘夷としそれをどう行うかはその裁量に委ねられた。それだけでも幕府にとって意味はあった。
3月11日、長州藩世子毛利元徳（定広）の進言によって攘夷成功祈願の賀茂行幸があり、関白以下の廷臣に加え、将軍家茂、慶喜他在京の諸大名は徒歩で随行した。江戸時代の天皇は、観念的には将軍の上位にあっても、実際はさまざまな面で幕府の支配を受けていた。その関係が逆転したことを可視化し、攘夷を祈願する天皇に将軍・諸大名が随従する様を天下に示すデモンストレーションであった。
その3日後、島津久光が京都に入った。前年12月に松平春嶽から上洛を求められていたのを受けてのことで、山内容堂を加えた3人で公武合体の実現に努めることになっていた。幕府もこれに形勢逆転の期待をかけていたが、当の久光は急進派の追い落としに手を尽くすも成功せず、早々と18日に帰国してしまう。春嶽はもはやこれまでと将軍職返上を勧めて自らも政事総裁職辞任を申し出、承認も待たず21日に、容堂も26日に帰国する。もはや京都は入説で工作できる状況にはなく、実力をもって局面の転換を図らなければならなかった。帰国後、越前藩は次の行動の準備に取り掛かり、土佐藩では長州に通じる藩内の過激尊攘派から容堂が実権を奪回すべく動き出す。ただ薩摩藩は、次の段階に進む前に、生麦事件の賠償交渉という難事を控えていた。
将軍家茂も再三にわたり東帰を願い出たが、イギリス艦隊が大坂湾に襲来するという噂もあってことごとく差し止められ、4月11日の石清水行幸を迎えた。ここで予定されていたのは軍神とされる八幡宮の神前で将軍に節刀を賜うパフォーマンスで、これは兵権を委ねて朝敵の征伐を命じることを意味した。だが、天皇自身はこの行幸を望んでいなかった。過激派の跋扈に苦悩する天皇は体調を崩して行幸の延期を求めたが、議奏三条実美は仮病ではないかと疑い、本当だとしても延期はできないと主張した。さらに国事参政・国事寄人らは天皇が不承知でも鳳輦に押し込めようとしたため、天皇もついに延期を諦めざるを得なかった。慶喜は将軍には病気を理由に供奉させず、自身は名代として男山の麓まで行ったところでにわかに眼病を発したと言って引き返した。欠席に激した攘夷派から慶喜は天誅の脅迫を相次いで受けることになった。
4月16日、長州藩主毛利敬親が勅命によって攘夷期日を交付するよう奏請。これまでは朝廷が将軍を江戸に帰さないため、慶喜が約束した将軍東帰後20日という期限も自然先送りになっていた。しかし、将軍が18日に参内して視察のための下坂と慶喜東帰を願い出たところ、期限の決定と布告を迫られ、幕府はとうとう5月10日を期限とする旨奉答するに至った。そして4月23日、幕府は諸藩へ「攘夷の儀、五月十日拒絶に及ぶべき段御達相成り候間、銘々右の心得を以て自国海岸防禦筋いよいよ以て厳重相備へ、襲来候節は掃攘致し候様致さるべく候」と布達した。

### 攘夷実行

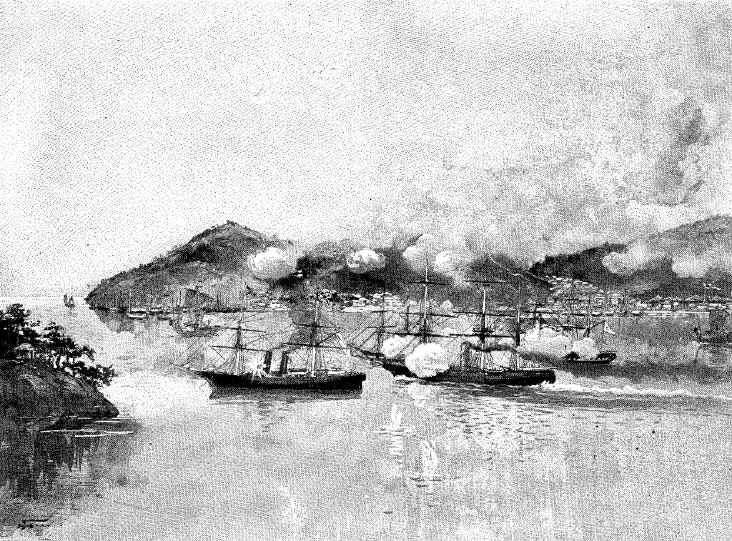
アメリカ艦ワイオミング号の下関攻撃

攘夷とは通商条約の破棄と鎖港であり、そのためには条約締結国と交渉しなければならず、相手のあることなれば結果までは約束できないが、ともかく実現に努めるというのが幕府の方針だった。勅書によってあらためて攘夷実行を委ねられた幕府は、その裁量において、武力による強硬な攘夷は避け、交渉による平和裏な攘夷の方法を選んだのである。もっとも実際には交渉成立の見込みはない。列強諸国が武力に訴える可能性もあるから、幕府は諸藩に向けて海岸防御を厳重にし敵が襲来すれば撃ち払うよう布達したが、日本側からの攻撃は禁じた。
幕府はまず横浜鎖港の交渉を始めることとした。将軍名代徳川慶篤（慶喜の実兄、水戸藩主）および交渉の実務にあたる老中格小笠原長行は3月に引き上げ江戸に戻っていた。だがこのとき幕府は前年に薩摩が引き起こした生麦事件の処理（賠償金支払い）という難問を抱えていた。2月に8隻のイギリス艦が横浜港に入り、関係は険悪化していた。問題を解決しなくては鎖港交渉を持ち出すこともできないが、賠償金を支払えば国内的には攘夷の本気度が疑われるおそれもある。はじめ徳川慶篤と徳川茂徳（尾張藩主）、江戸留守居の老中松平信義・井上正直が支払いに賛成で、小笠原が一人強硬に反対した。しかし、4月22日に離京して東帰途上にある慶喜が武田耕雲斎を遣わし攘夷奉勅と支払い不可を伝えてくると、水戸・尾張は支払い拒絶に変わり、両老中は病と称して登城しなくなった。攘夷期限前日の5月9日に至って小笠原はやむなく独断で賠償金11万ポンド（約27万両）を支払い、翌日列国の公使に横浜鎖港を通告し、どうにか攘夷に着手した形を整えた。慶喜は攘夷実行の責任を回避するように、横浜に向かった小笠原と入れ違いにようやく8日に帰府し、14日に後見職辞任を表明した。
いっぽう長州は幕命を無視し、5月10日、馬関海峡を航行中のアメリカ商船に対して無通告で砲撃を加えることで攘夷を実行した。23日にはフランス艦を、26日にはオランダ艦を砲撃する。しかし、これに続く藩はなく、長州が6月1日にアメリカから、5日にフランスから報復攻撃を受けても、近隣諸藩は傍観を決め込むのみであった。また、長州と協力関係にあった土佐藩では、帰国した山内容堂が人事の交替に着手しており、6月8日には土佐勤王党の幹部3名が切腹に処せられ弾圧が始まった。

### 京都制圧計画
小笠原長行は鎖港通告に対する列国公使の抗議を5月12日に幕議に報告した。そして急進的な攘夷論を一掃するため、武力をもって京都を制圧する計画を打ち出した。構想は前年からあったし、3月には英仏公使からも提案されていた。前年に始まった軍制改革によって洋式武装した騎兵・歩兵・砲兵1千余を横浜で幕府艦とイギリス艦計5隻に乗せ、29日に兵庫に上陸、6月1日淀まで進み、京都の情勢をうかがった。将軍直率の兵と京都守護職の会津藩兵などが合流すればかなりの力になる。朝廷は騒然となり、将軍にこれを抑えさせ、東帰も認めることとした。結局武力制圧は空振りに終わり、小笠原ら幕兵の幹部は罷免・蟄居の処分を受けたが、ようやく将軍を取り戻すことはできたのだった。家茂は6月8日に下坂し、13日に海路で関東へ向かった。
これより先、越前へ帰国した松平春嶽は、破約攘夷が実行されれば、反発する列国が艦隊を大坂湾に送り込み朝廷を威圧する事態を招きかねないと危機感を抱いていた。そこで横井小楠が挙藩上洛計画という思い切った献策を行う。不測の事態が起こる前に越前が藩を挙げて4000人の軍隊を率いて上洛し、暴論を抑え、将軍・関白から草莽まで含めて主だった者を一同に集め、各国公使の主張を聞き取り、互いの条理の理解を究め尽くした上で、後は鎖港か開港か、和親か戦争かいずれに決しようとも一致して進めようという。これは越前全藩が身も国も捨てあたらねばならぬ大難事であり、隣国加賀、横井の故郷肥後、旧一橋派の同志薩摩などに呼びかけ、ともに決行しようというのである。その成功の先には、朝廷が政府を任免し、幕府に限らず有能な諸侯、諸藩の人材を登用する新体制も構想していた。5月26日に藩議は決定し、6月1日に計画が家中に布告された。ところがその後将軍が江戸に帰ることになり、これまで将軍の上洛中を理由に延期していた藩主松平茂昭の江戸参勤が議論になった。

### 朔平門外の変の影響
この間の5月20日夜、京都では国事参政の姉小路公知が殺害された。その翌日、御所の九門の警備が、長州（堺町門）、仙台（下立売門）、水戸（蛤門）、因州（中立売門）、薩摩（乾門）、備前（岡山藩、今出川門）、阿波（徳島藩、石薬師門）、土佐（清和院門）、肥後（寺町門）の各藩に命じられた。
姉小路は、三条実美とともに急進的な攘夷派公家の代表格であったが、4月の将軍下坂時に監視役として随行した際、積極開国論者の幕府軍艦奉行並勝海舟から海岸防御について意見を聞き、幕府艦にも乗り込んで摂津・播磨・淡路など大坂湾岸を巡視し、勝の説に感化を受けて帰京した。そのため、土佐の武市瑞山、肥後の轟武兵衛ら尊攘派の失望をかっていた。
5月22日に土佐脱藩浪士の那須信吾が、現場に遺棄されていた刀は薩摩藩士田中新兵衛のものだと証言した。田中は幕末の四大人斬りの一人に数えられ、武市瑞山と義兄弟の契りを結び、岡田以蔵などと徒党を組んで「天誅」を繰り返した過激尊攘派である。だが、田中は京都町奉行永井尚志の尋問に対して口をつぐんだまま隙を見て自害したため、その背後関係は究明されなかった。関与を疑われた薩摩藩は謀略だと抗議したものの、結局九門警備から外された上、九門内の藩士の往来も禁じられ、京都における地歩をさらに後退させることとなった。

## 政変へ

### 攘夷親征策
外国艦船に砲撃を加えた長州藩に対し、幕府は「もはや戦端を開いた以上、穏便に事を運ぶのは不可能だと申してきておるが、先に異国拒絶について布達した際、不明な点は逐一問い合わせることになっていたはず。ところがそれもせず、横浜の交渉が決裂してもいないのにみだりに戦端を開いたことは（世界に対して）国辱を生ぜしめたに等しく、もっての外である」との問罪書を6月12日に交付した。長州は幕府の穏健な攘夷（鎖港交渉）方針に従うことはできないが、外国艦船砲撃に同調する藩はなく孤立し、幕府から譴責を受けてしまった。これによって長州は、3月の勅書で確認された幕府への攘夷実行の全権委任を解除し、朝廷が武力による攘夷を直接指揮する親征方式に切り替えて日本全国を攘夷戦争で一致させようと企図する。
献策したのは久留米の尊攘家真木和泉であった。真木は前年の寺田屋騒動で捕えられ国元で幽囚の身となっていたが、長州の働きかけによりこの5月に赦された。そして藩主毛利敬親に拝謁し、攘夷親征を意見具申して採用された。真木は京都でも木戸孝允（桂小五郎）ら在京の長州藩士らに攘夷親征策を提案する。攘夷親征を天下に布告して石清水に行幸、そこから勅使を関東に下すというのである。毛利慶親は6月18日、石清水行幸・攘夷親征勅命の工作、違勅の幕吏・大名は長州一手でも討伐すべきことなどを家老らに命じた。
しかし、孝明天皇は熱心な攘夷論者ではあるものの、暴走する急進派公家や長州を嫌悪し、攘夷戦争も望まず、将軍に対する委任を止めるつもりもない。島津久光が帰国して以降、天皇は国事御用掛の中川宮朝彦親王や前関白の近衛忠煕らに久光への期待をたびたび漏らし、近衛もまた久光に上洛の催促を繰り返した。6月9日には、叡慮を妨げ偽勅を発する「姦人」（三条実美ら）を排除せよとの密勅が薩摩藩にもたらされる。しかし、久光側近の大久保利通は機はまだ到来していないという意見で、越前藩の挙藩上洛計画との調整や、生麦事件の賠償を迫るイギリス艦隊の襲来への備えもあり、上洛は7月下旬頃がよいということになった。
6月25日、参内した松平容保に対し、情勢把握と攘夷実行の督励にあたらせるために関東下向を命じる勅命が下された。だがその翌日、天皇から容保に密勅が届けられた。「前日の勅命の趣旨はもっともなことながら、いま守護職の容保が下向するのを私は望んでいない。だが近頃の朝廷は過激派公家の主張が通り、私が何を言ってもどうにもならない。あれは真の勅命ではないと心得て、了承するもしないも遠慮なく返答してもらいたい。決して下向を強いるつもりはない」という。下向の勅命は、攘夷親征計画の妨げになる京都守護職の会津藩を追い払うための急進派の策謀であった。

### 薩英戦争

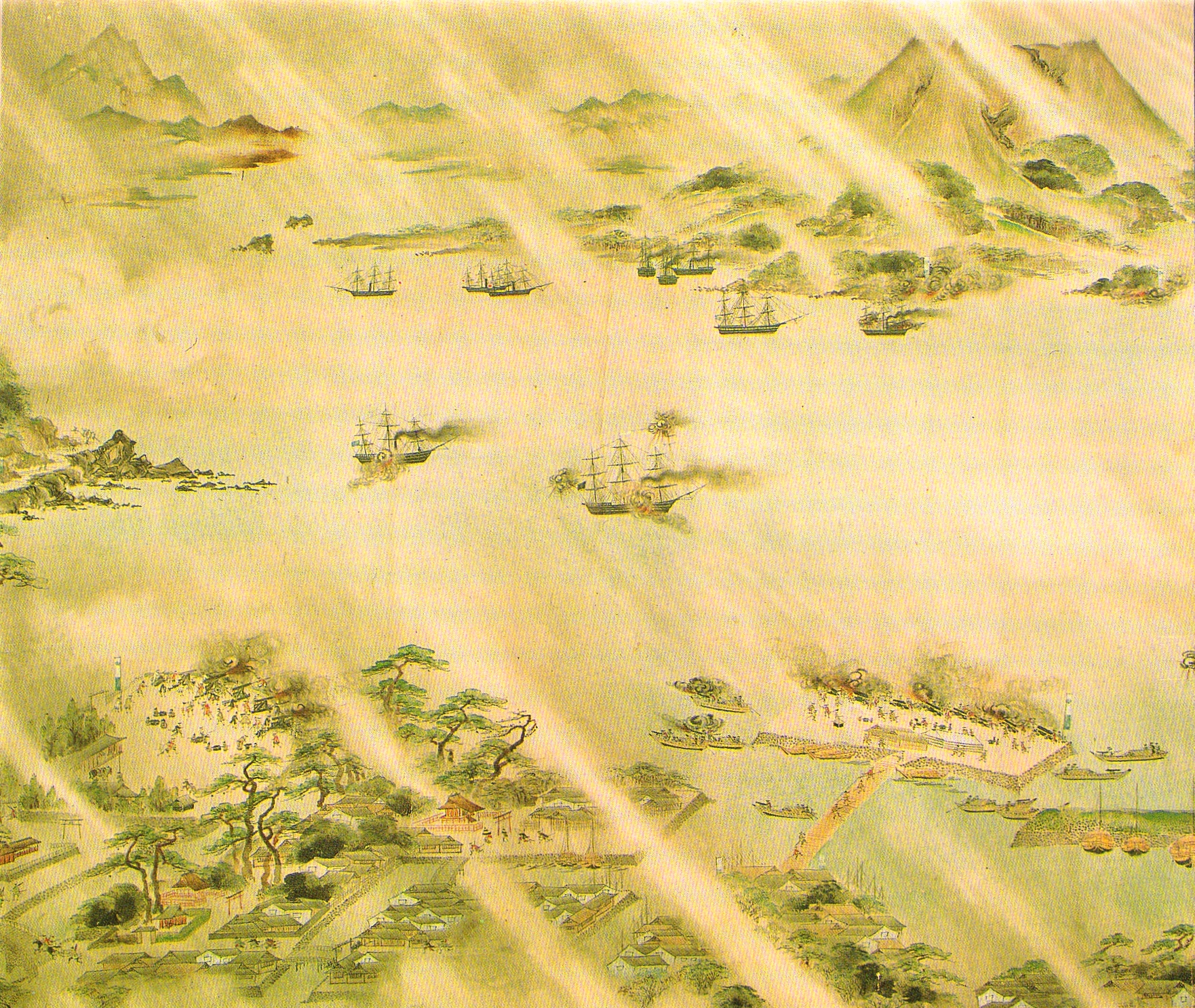
祇園之洲・新波戸砲台の絵巻物

薩摩本国では、文久3年6月27日に7隻のイギリス艦が錦江湾に現れ、4日後に交渉が決裂すると薩摩側の砲撃が開始された。山内容堂は、家臣を派遣して戦争の詳報を得た後、8月2日付の伊達宗城（前宇和島藩主）宛の書簡で、「わが国体を辱めず、感服の至り」「長州の暴挙とは天地の相違」と感想を述べた。島津久光も、8月5日付の宗城宛書簡で、下関の件は「笑止之事」とし、薩英戦争については「あくまで開諭（示談）するつもりで再三応接したが、蒸気船3艘を奪取されたため（これを敵の襲来と認めて）砲撃した」と伝えている（書状到達は9月16日）。薩摩側は、敵が襲来すれば撃ち払えという幕府の通達に則って砲撃を開始したのである。
いっぽう8月6日、長州の使者から攘夷実行について協力を求められた宗城は、「外国への対処は征夷府（幕府）に委任されており、その命令によって対処すべき」として断っている。幕府の方針を前提とする限り、薩英戦争は称賛されても、長州の武力攘夷は他藩の理解を得られない。長州としては、いよいよ攘夷委任から攘夷親征への転換に活路を見出すしかなかった。

### 長州藩兵の入京
攘夷親征案に対して朝廷では、7月5日に近衛忠熙・近衛忠房父子、右大臣二条斉敬、内大臣徳大寺公純が、諸大名を召集し、衆議の上で決定すべきであると具申。攘夷派の因州藩主池田慶徳も11日に上書して、親征以前に尽くすべき手段が数多くあると主張した。7月12日、長州藩家老益田右衛門介（弾正）らが率兵入京して御所の周辺を固めると、18日に長州は朝廷に正式に申し入れ、鷹司関白は攘夷派の因州・備前・阿波・米沢の4藩に諮問したが、4藩主（阿波藩は世子蜂須賀茂韶）は攘夷は衆議によって行うべきで、当面は幕府の攘夷の成否を見守るよう答申した。4藩はあくまで攘夷委任派であり、攘夷親征派の暴走にはついていけない。長州は馬関海峡対岸の小倉藩に挟撃用の土地の借用を申し込み、それが断られると、6月18日に奇兵隊が海峡を渡り用地を占拠していた。さらに、7月23日に幕府の問責使を乗せた軍艦が沿海に入ると、長州はこれを砲撃・捕獲し、使者を軟禁するという挙に出た（使者は後に脱走したところを殺害された）。

### 島津久光への上洛催促
島津久光への上洛催促はますます頻繁になっていた。天皇が越前藩の計画を支持しているとも知らせている。7月12日、久光に上洛を求める宣達書が出された。上洛を求める意見は攘夷親征行幸を名目とするものだったため三条や真木も同意していたが、親征が天皇の本意でないことは近衛父子や二条右大臣から書簡で伝えられた。しかし、轟武兵衛らが久光上洛に反対しており過激攘夷派が屯集して暴発するおそれがあると伝わると、16日の朝議では鷹司関白・二条右大臣・徳大寺内大臣をのぞく議奏や国事御用掛が久光上洛の中止を求め、深夜に及ぶ議論の末中止と決まった。天皇は「毎々朕が申出候義を、押返し」と逆鱗したが、通らなかった。
越前の挙藩上洛計画も、藩主の江戸出府をめぐって議論が紛糾する間に遷延し、中根雪江ら藩内の保守派の巻き返しや京都からの情勢報告により7月23日に中止が決定した。すでに7月5日に藩船で三国港をたっていた越前の由利公正（三岡八郎）らは、そうとは知らぬまま肥後藩の協力を取り付け、続いて鹿児島に赴き薩摩の協力を求めたが、薩英戦争を乗り越えてもいまだ率兵上洛できる態勢は整っていなかった。久光は8月14日付返書で、「東西一時に上京し、身命を投げうち周旋したい」と決意を述べている。

### 薩会同盟
8月4日の朝議は、長州の攘夷実行に非協力的であったとして、小倉藩の処分案を内決した。大名の改易を幕府の頭越しに朝廷が行おうとする、幕藩秩序を揺るがす重大事態であった。処分案が中立派の武家伝奏野宮定功から備前藩主池田茂政（一橋慶喜の実弟）に内々に伝えられると、因州・備前・阿波・米沢の攘夷派4侯は強く反発した。
久光の出馬が実現しない間、さらに事態は急迫する。8月13日、大和行幸の詔が渙発された。大和国の神武天皇陵・春日大社に行幸、しばらく逗留して親征の軍議をなし、次いで伊勢神宮に行幸するということだったが、もとよりこれは天皇の真意に出たものではなく、議奏の三条ら急進派公家や真木が主張したものだった。天皇は憔悴のためろくに寝食も取れない状態となる。行幸の間に御所を焼き払い天皇を長州に迎えるのだとか、横浜の征伐に向かうのだといった風説が流れた。因州・備前・阿波・米沢4侯が参内し、親征中止を天皇に直接述べたいと強く求めた。
同じ日、薩摩の高崎正風（左太郎）が会津藩公用方秋月悌次郎を訪れ協力を求めた。時が無いため、京都の薩摩藩邸は本国からの出兵を待たず、越前に代わる新たな提携相手として会津に接近したのである。その後高崎は近衛忠熙を訪ねて相談したが、近衛は決断を躊躇った。薩摩と会津は計画を練り、15日に高崎と秋月が中川宮を訪れて計画を告げると、宮は協力を決断した。16日未明に宮が参内し奏上したものの密談できず、天皇には計画の概要のみ伝えられたが、夜になって「兵力をもって国の災いを除くべし」と政変を決断する宸翰が宮に伝えられた。17日に京都守護職松平容保から計画を聞いた右大臣二条斉敬が賛同した。内大臣徳大寺公純も同意であった。近衛忠熙もここで協力を決意する。そして深夜、中川宮・二条・徳大寺・近衛父子と松平容保・稲葉正邦（京都所司代、淀藩主）が参内し、最終的な相談が行われた。

### 政変決行

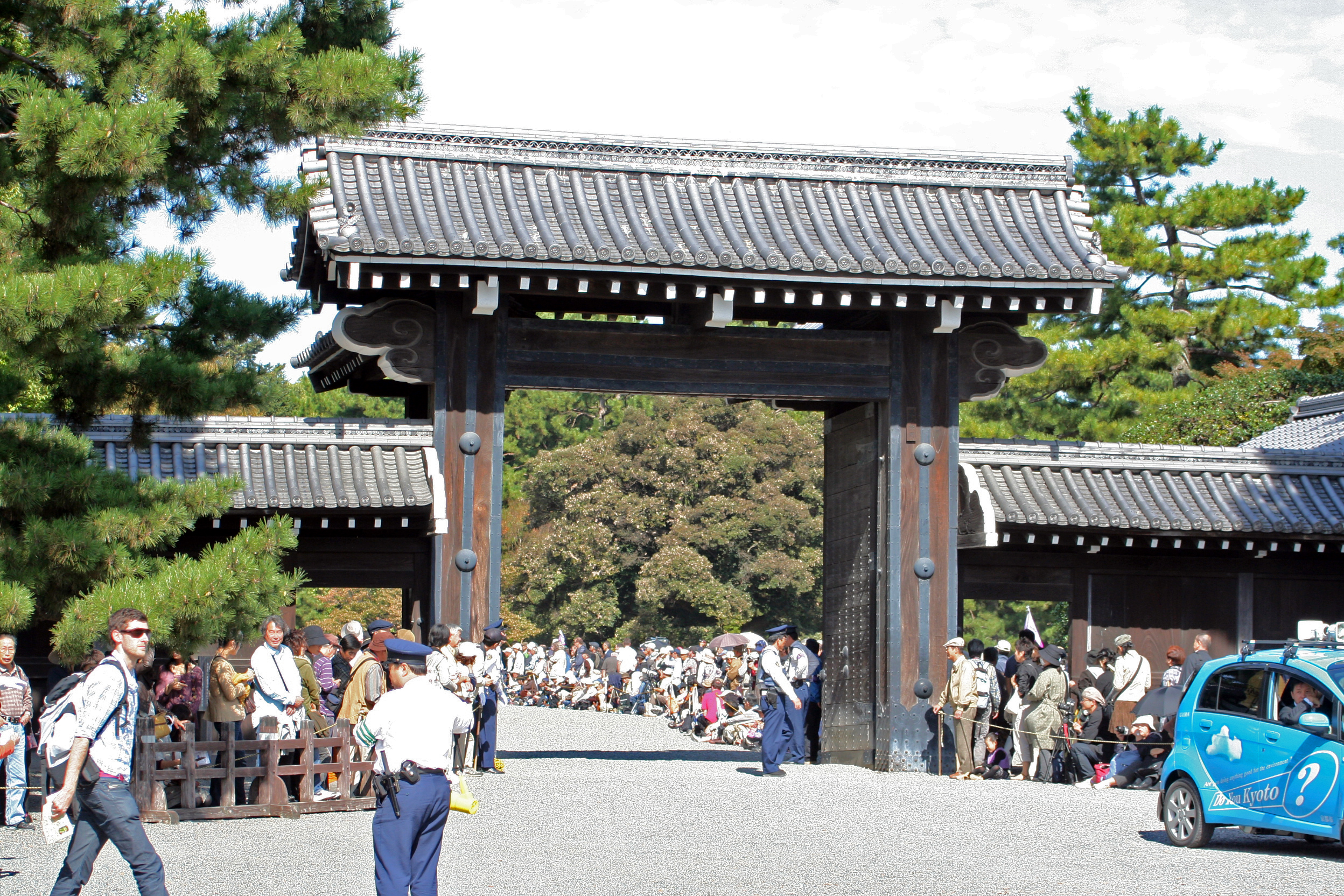
堺町御門

文久3年8月18日午前4時頃、会津・淀・薩摩の藩兵が禁裏の六門を封鎖し、配置が完了した。在京の諸藩主にも参内が命じられた。8時過ぎから諸藩主が参内し、諸藩兵が御所の九門を固めた。会津はちょうど国元から交替の藩兵が上洛した時期で、帰国の途にあった藩兵も呼び戻して計約1800名を動員し政変の中心となったが、会津に次いで動員が多かったのは阿波・備前・因州・米沢・淀藩で（薩摩藩兵は150名）、攘夷派を含めて27藩が兵を動員した。こうした状況の中、大和行幸の延期、三条実美ら急進派公家15人の禁足と他人面会の禁止、国事参政・国事寄人の廃止が決議された。
その頃、決起を知った三条ら尊攘激派公家や長州藩兵が堺町門東隣の鷹司邸に続々と集まってきた。長州勢はそこから堺町門の内側に繰り出したが、堺町門西隣の九条邸前に陣取る会津・薩摩両藩の兵とにらみ合いになった。中川宮・松平容保・稲葉正邦・上杉斉憲（米沢藩主）・池田茂政（備前藩主）らで事態収拾の会議が持たれ、長州の堺町門の警備担当を解き、京都からの退去を勧告することが決議された。万事が決した後に召しを受けた「長州関白」鷹司輔煕は、11時頃に参内して長州の兵力は3万であると告げ、引き続き警備を担当させることを主張した。池田慶徳（因州藩主）と蜂須賀茂韶（阿波世子）も遅れて参加し長州の警備継続を唱えたが、決議は覆らなかった。
にらみ合いは夕方まで続き、三条らと長州勢は妙法院に退去。19日、失脚した急進派公家のうち三条と三条西季知・四条隆謌・東久世通禧・壬生基修・錦小路頼徳・澤宣嘉の7人は禁足を破り、長州勢1千余とともに長州へと下った（七卿落ち）。長州藩は失地回復を狙い、翌年6月の池田屋事件をきっかけに京都へ出兵、7月に禁門の変で会津・薩摩らと戦火を交えることとなる。
京都守護職は19日から壬生浪士組に市中を巡邏させ、京都町奉行には止宿人の調査を厳しく行わせた。また、因州・備前・阿波・米沢など13藩が輪番で市中警備に当たった。

### 関連する事件
政変前日の8月17日、土佐浪士の吉村虎太郎らは大和行幸の先鋒となるべく大和国五條で挙兵するも、政変による情勢の一変を受け9月末に壊滅した（天誅組の変）。
同じく8月17日、因州藩の伏見留守居・京都留守居兼帯であった河田佐久馬ら尊王攘夷派藩士22名が藩主側近の黒部権之助・高沢省己・早川卓之丞の3名を惨殺、翌日18日彼らの残書により加藤十次郎が自殺した（本圀寺事件）。この事件の処理のため、藩主池田慶徳の翌日の参内は夕方にずれ込んだ。
10月には平野国臣や河上弥一らが七卿の一人澤宣嘉を擁して但馬国生野で挙兵したが、諸藩に包囲されて澤らは逃亡。集めた農兵が激昂し河上らが殺害されるなど、無残な敗北に至った（生野の変）。

### 松平容保への宸翰
10月9日、松平容保は参内し、宸翰（天皇の直筆の書状）と御製の歌を賜った。宸翰は「堂上以下、暴論を疎ね不正の処置増長につき、痛心に堪え難く、内命を下せしところ、すみやかに領掌し、憂患掃攘、朕の存念貫徹の段、まったくその方の忠節にて、深く感悦のあまり、右一箱これを遣わすもの也」とあり、容保は終生肌身から離さなかった。

## 政変後の推移

### 横浜鎖港督促
8月26日、孝明天皇は「これまではいろいろ真偽の分明でないものもあったが、8月18日以後に発する勅命は真実私の意志であるから、そう心得よ」と在京の諸大名に伝えた。
政変の直後、朝廷はあらためて諸大名に対して幕命を待たずに攘夷を実行するよう命じ、うやむやになっている攘夷実行（横浜鎖港）を幕府に迫った。島津久光・松平春嶽・山内容堂ら旧一橋派諸侯は3月の帰国以来不在で、政変の遂行に協力し会津藩に次いで多数の藩兵を動員した在京大名は池田慶徳（因州）・池田茂政（備前）・蜂須賀茂韶（阿波世子）・上杉斉憲（米沢）ら攘夷派であり、その存在を意識してのことでもあるが、（無謀な戦争を望まないものの）孝明天皇の固い攘夷意志は政変後も変わらなかった。一橋慶喜は実兄池田慶徳に宛てて「幕議では開港・鎖港の問題について、将軍が上洛し諫奏するという老中板倉勝静の主張が通り、場合によってはまず板倉が上洛するということになった。自分は鎖港を実現してからの上洛をと思っているが、幕議がこの調子では公武の間はうまく治まるだろうか」と書き送っている。実際に上京したのは老中酒井忠績だったが、9月14日に参内した酒井に下された朝命は、横浜鎖港の猶予を許さず早急に実行するよう迫るものだった。

### 攘夷派諸侯の退京
両池田（因州・備前）・蜂須賀（阿波）・上杉（米沢）は政変前から朝議への参与を命ぜられる存在となっており、長州の処分について彼ら攘夷派諸侯は寛大な処置を求めていたが、朝廷の対応は冷淡であった。失望した彼らは9月下旬から10月中旬にかけ藩地の警衛などを理由に相次いで帰国した。
そもそも池田慶徳ら攘夷派諸侯の中央政局への進出は、朝廷を始めとして攘夷論が沸騰する情勢に乗じた機会主義的な面が大きかった。彼らは攘夷親征論を非難しつつ、攘夷に消極的な幕府も因循と批判し、攘夷委任の立場から積極的に攘夷を主導するよう幕府に周旋することで、薩越土退京後の京都で政治的存在感を上昇させてきた。しかし、独自の政治構想があったわけではなく、天皇の攘夷意志を確認した幕府が再び横浜鎖港談判を開始したことで、彼らの存在感は失われることになった。
攘夷委任の態度を取っていた島津久光・松平春嶽・山内容堂らも政変後に召命を受け、攘夷派諸侯の退京と入れ代わるように入京してきた。まず久光が藩兵1700を率いて10月3日に入京した。過激な攘夷親征派が一掃されたことで、彼らは本来の開港論の姿勢を明らかにし始めた。久光・春嶽らの勢いが強まると、帰国した池田茂政は、上京した薩越らの説を破るのは到底難しいが、今さら攘夷はよろしくない、開国がよろしいと言うわけにもいかず、といって他に良い考えもないと、実兄池田慶徳に書き送っている（12月4日付書簡）。もっともその久光・春嶽らも、慶徳・茂政の兄弟である一橋慶喜のために、やがて再び中央政局から遠ざかることになる。

### 参預会議
島津久光は、中川宮朝彦親王に朝廷の旧弊打破、確固たる方針と体制の確立を申し入れた。幕政改革に続き朝廷改革も断行し、公武合体の新たな政治体制を構築しようという意図である。
11月15日、天皇は島津久光に宸翰を下し、戦争は避け真に国家のためになる攘夷を迅速に行う方策を立てられたい、暴論家の主張する王政復古は好まぬので将軍に大政を委任し公武協調の政治を望んでいる、といったことなどが伝えられた。これに対する久光の回答は、武備の劣る現状では開港・鎖港の選択権は日本側には無いので今は武備充実に努め性急な攘夷はせぬこと、大政委任が妥当で王政復古は現実的でないが幕府が朝廷を軽んじるときはその罪を正す、というものであった。
旧一橋派諸侯の入京は、10月18日に松平春嶽、11月3日に伊達宗城、同26日に一橋慶喜、12月28日に山内容堂と続いた。そして12月30日、朝廷はこの4人と京都守護職松平容保に参預を命じた。無位無官だった久光は、翌文久4年1月13日に従四位下左近衛権少将に叙任された上で参預に加えられた。1月21日、将軍家茂が参内し、参預諸侯と協力を求める勅書が下された。こうして公武合体の下で有志大名が国政に参画し新たな公議政体の確立を目指して発足した参預会議であったが、横浜鎖港問題をめぐり、開港論に立ちつつ新体制を主導したい島津久光ら有志大名と、鎖港論を掲げることで朝廷や攘夷委任派諸侯と協調し大政委任を再確立したい一橋慶喜・幕府の対立などで、わずか2カ月で瓦解することになった。
この政変は約一年後の禁門の変へと繋がる事になる。